# TMBIM6
TMBIM6 (англ. Transmembrane BAX inhibitor motif containing 6) – білок, який кодується однойменним геном, розташованим у людей на короткому плечі 12-ї хромосоми. Довжина поліпептидного ланцюга білка становить 237 амінокислот, а молекулярна маса — 26 538.
| 10         |  | 20         |  | 30         |  | 40         |  | 50         |
| ---------- |  | ---------- |  | ---------- |  | ---------- |  | ---------- |
| MNIFDRKINF |  | DALLKFSHIT |  | PSTQQHLKKV |  | YASFALCMFV |  | AAAGAYVHMV |
| THFIQAGLLS |  | ALGSLILMIW |  | LMATPHSHET |  | EQKRLGLLAG |  | FAFLTGVGLG |
| PALEFCIAVN |  | PSILPTAFMG |  | TAMIFTCFTL |  | SALYARRRSY |  | LFLGGILMSA |
| LSLLLLSSLG |  | NVFFGSIWLF |  | QANLYVGLVV |  | MCGFVLFDTQ |  | LIIEKAEHGD |
| QDYIWHCIDL |  | FLDFITVFRK |  | LMMILAMNEK |  | DKKKEKK    |  |            |

A: Аланін

C: Цистеїн

D: Аспарагінова кислота

E: Глутамінова кислота

F: Фенілаланін

G: Гліцин

H: Гістидин

I: Ізолейцин

K: Лізин

L: Лейцин

M: Метіонін

N: Аспарагін

P: Пролін

Q: Глутамін

R: Аргінін

S: Серин

T: Треонін

V: Валін

W: Триптофан

Задіяний у таких біологічних процесах, як апоптоз, відповідь на порушення конформації білку, автофагія, альтернативний сплайсинг. 
Білок має сайт для зв'язування з іоном кальцію. 
Локалізований у мембрані, ендоплазматичному ретикулумі.